# Johannes Mühlenkamp
Johannes-Rudolf Mühlenkamp (ur. 9 października 1901 w Montigny-lès-Metz, zm. 23 września 1986 w Goslar) – niemiecki wojskowy, SS-Standartenführer Waffen-SS.

## Życiorys
Urodził się w miasteczku Montigny-lès-Metz (Lotaryngia) w rodzinie właściciela hotelu. 
W 1933 roku wstąpił do NSDAP (nr legitymacji 2 800 042), a 1 kwietnia 1933 roku do SS (nr legitymacji 86 065). Początkowo był w 4 SS-Standarte „Schleswig-Holstein”, a następnie do 2 SS-Standarte pułku SS „Germania”, skąd został skierowany do szkoły oficerskiej SS w Brunszwiku, którą ukończył 1 kwietnia 1936 roku. Już jako oficer wrócił do pułku SS „Germania”, gdzie był dowódcą plutonu. Od 5 maja 1938 roku był dowódcą kompanii motocyklowej pułku SS „Germania”.
Po rozpoczęciu ataku na Polskę nadal dowodził kompanią motocyklową pułku SS „Germania”, który został podporządkowany 14 Armii. Za udział w walkach otrzymał Krzyż Żelazny I i II klasy. Następnie brał udział w kompanii francuskiej w składzie 2 Dywizji SS „Das Reich”. 
1 grudnia 1940 roku został dowódcą batalionu rozpoznawczego 2 Dywizji Pancernej SS „Das Reich”. Na czele tego batalionu wziął udział w ataku na ZSRR. W dniu 15 października 1941 roku został ciężko ranny i następnie przez cztery miesiące przebywał w szpitalu. Po powrocie na front 18 lutego 1942 roku został dowódcą batalionu pancernego 5 Dywizji Grenadierów Pancernych SS „Wiking” i brał udział w walkach na froncie wschodnim. W dniu 1 marca 1943 roku został dowódcą 5 pułku pancernego SS, który utworzony został w ramach 5 Dywizji Pancernej SS „Wiking”, którym dowodził w czasie walki dywizji w froncie wschodnim, w tym w bitwie pod Warszawą. W dniu 12 sierpnia 1944 roku został dowódcą 5 Dywizji Pancernej SS „Wiking”, którą dowodził do 9 października 1944 roku, która walczyła w rejonie Warszawy oraz przeciwko powstańcom warszawskim. 
W dniu 9 października 1944 roku został inspektorem wojsk pancernych Waffen-SS, funkcję tę pełnił do stycznia 1945 roku, kiedy 30 stycznia został dowódcą 32 Ochotniczej Dywizji Grenadierów SS „30 Januar” utworzonej z słuchaczy szkół oficerskich i podoficerskich SS. Dywizją tą dowodził do 5 lutego 1945 roku. Potem powrócił na stanowisko inspektora wojsk pancernych Waffen-SS. W maju 1945 roku dostał się do niewoli amerykańskiej.
Po wyjściu z niewoli pracował w rodzinnym przedsiębiorstwie. 

## Awanse
- SS-Untersturmführer (20.04.1936)
- SS-Obersturmführer (09.11.1937)
- SS-Hauptsturmführer (30.06.1939)
- SS-Sturmbannführer der Waffen-SS (30.01.1942)
- SS-Obersturmbannführer der Waffen-SS (30.01.1943)
- SS-Standartenführer der Waffen-SS (20.04.1944)

## Odznaczenia
- Krzyż Rycerski Krzyża Żelaznego z Liśćmi Dębu (21.08.1944)
- Krzyż Rycerski Krzyża Żelaznego (03.09.1942)
- Złoty Krzyż Niemiecki (02.01.1942)
- Krzyż Żelazny I kl. (11.11.1939)
- Krzyż Żelazny II kl. (03.10.1939)